# Alfred Ohanowicz
Alfred Ohanowicz (ur. 31 marca 1888 we Lwowie, zm. 21 marca 1984 w Poznaniu) – polski prawnik cywilista, profesor, senator (1930–1935), działacz społeczności ormiańskiej.

## Życiorys
Urodził się we Lwowie w zamożnej, szlacheckiej rodzinie polskich Ormian. 3 kwietnia 1888 został ochrzczony w obrządku ormiańsko-katolickim w katedrze ormiańskiej we Lwowie. Ukończył szkoły średnie w Złoczowie i Lwowie. Filister honorowy Korporacji Masovia. W 1910 uzyskał tytuł doktora praw na Uniwersytecie Lwowskim i opublikował swoją pierwszą monografię pt. Ciężary państwowe duchowieństwa w Polsce w drugiej połowie XV i początkach XVI wieku. W latach 1910–1919 pracował w Prokuratorii Skarbu, później Prokuratorii Generalnej RP we Lwowie. Brał czynny udział w obronie Lwowa w 1918.
Od czerwca 1919 stał na czele Katedry Prawa Cywilnego Uniwersytetu Poznańskiego. W latach (1928–1933) członek Trybunału Kompetencyjnego. W latach 1930–1935 był senatorem III kadencji z ramienia BBWR.
3 maja 1928 został odznaczony Krzyżem Komandorskim Orderu Odrodzenia Polski.
We wrześniu 1939 aresztowany przez hitlerowców. W latach 1940–1944 przebywał w Warszawie, uczestnicząc w tajnym nauczaniu.
Od 1945 wykładał prawo cywilne na Uniwersytecie Jagiellońskim. W latach 1945–1960 był dziekanem Wydziału Prawa Uniwersytetu Poznańskiego (przemianowanego w 1955 na Uniwersytet im. Adama Mickiewicza). W 1965 uzyskał tytuł doktora honoris causa tej uczelni.
W latach 1958–1981 redaktor naczelny „Ruchu Prawniczego, Ekonomicznego i Socjologicznego” (następnie od 1982 r. honorowy przewodniczący komitetu redakcyjnego).
Został pochowany 26 marca 1984 na Cmentarzu Junikowo w Poznaniu (pole 27 kwatera 1-6-9).

## Dzieła
- Współwłasność w prawie prywatnym austriackim (1916)
- Niesłuszne wzbogacenie (1956)
- Zbieg norm w polskim prawie cywilnym (1963)
- Zobowiązania. Część szczegółowa (1956 i rozszerzone w 1964)